# Éole (Skulptur)

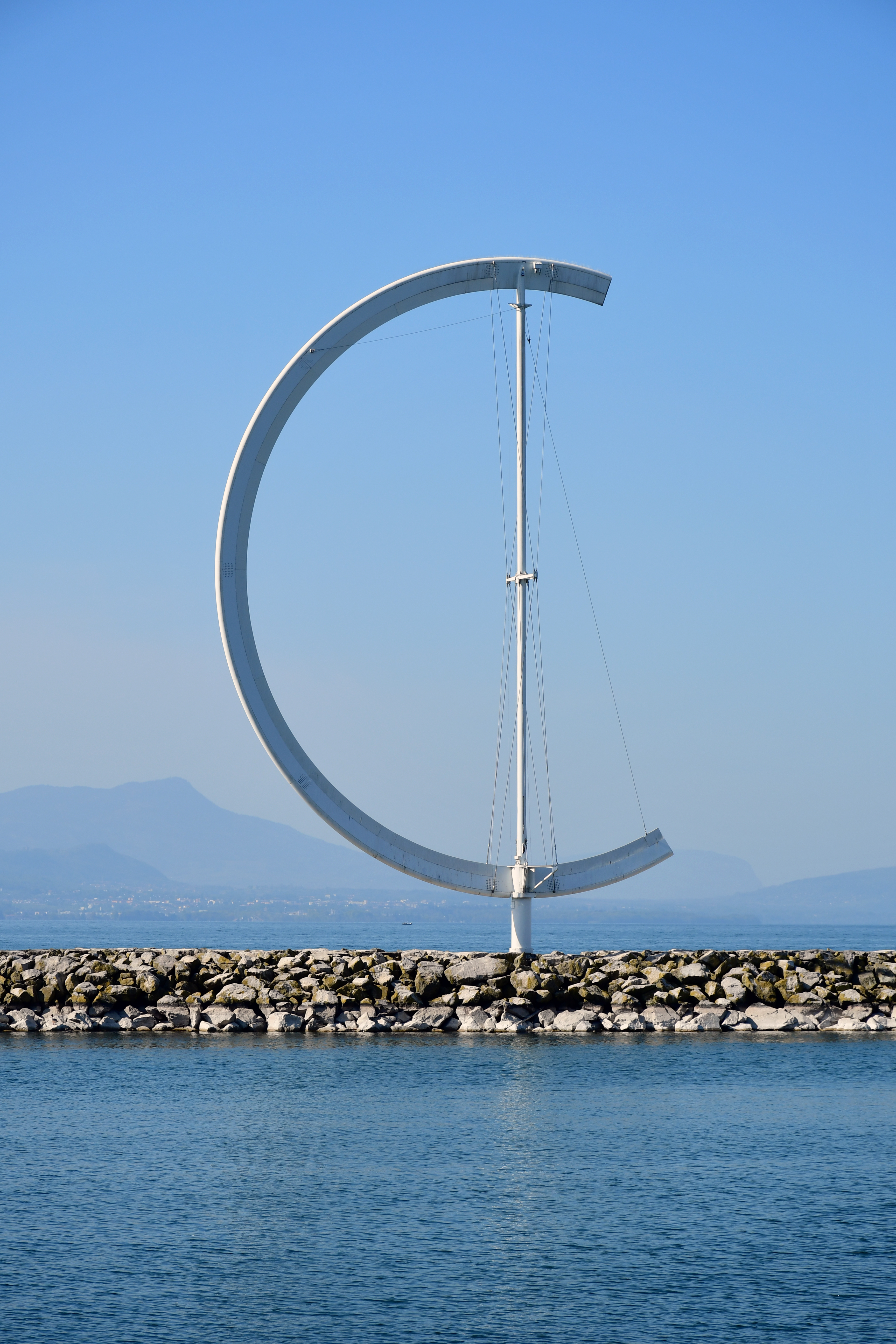
Éole

Éole ist der Titel einer Skulptur der Künstlerin Clelia Bettua, die seit 1994 auf einem Wellenbrecher vor dem Yachthafen von Lausanne im Schweizer Kanton Waadt steht.
Bettua gewann 1991 den Ideenwettbewerb der Stadt im Rahmen einer Neugestaltung der Place de la Navigation im Quartier Ouchy. Mit Hilfe eines Helikopters wurde im September 1994 die Windfahne in Form eines «C» mit 20 Metern Durchmesser aufgestellt. Die vier Tonnen schwere Metallskulptur wurde nach der Windgottheit Aiolos (französisch Éole) benannt. Auf dem Quai des Platzes stehen in etwa 150 Metern Entfernung vier Monolithe mit jeweils einer halbrunden Bohrung, die die am Genfersee vorherrschenden Winde anzeigen. Wenn das «C» der Windfahne mit der Bohrung eines der Blöcke einen Kreis bildet, zeigt der jeweilige Stein einen der Winde Bise, Vent (blanc), Vaudaire oder Joran an. Bei Windstille spiegelt sich die Windfahne im Wasser des Hafenbeckens.
Die italienische Künstlerin Clelia Bettua wurde am 6. August 1963 in Rolle geboren. Sie erhielt 1995 einen «Prix Jeunes Créateurs» der Waadtländer Kulturstiftung sowie 2008 den «Prix Casimir Reymond».

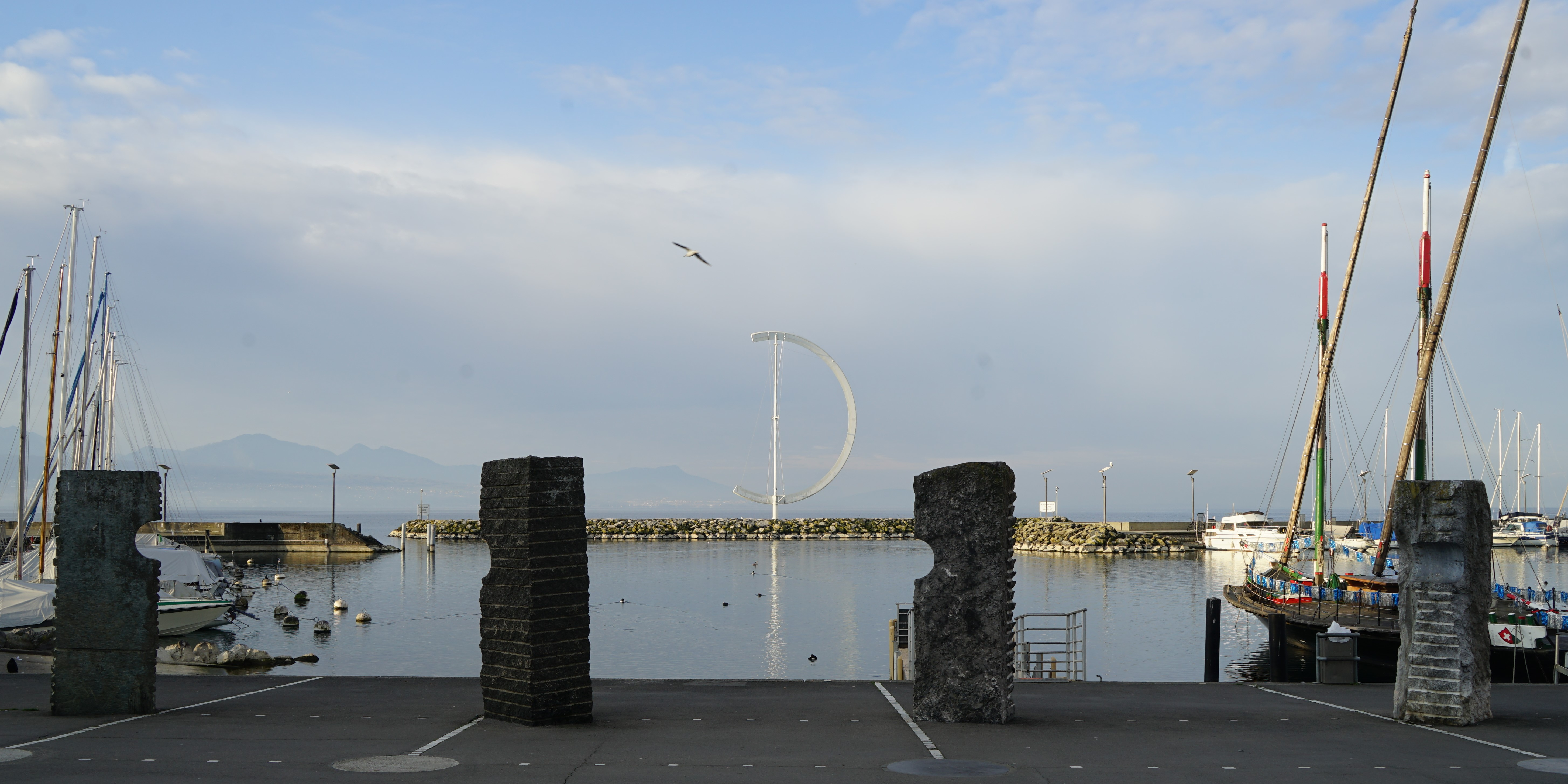
Gesamtansicht
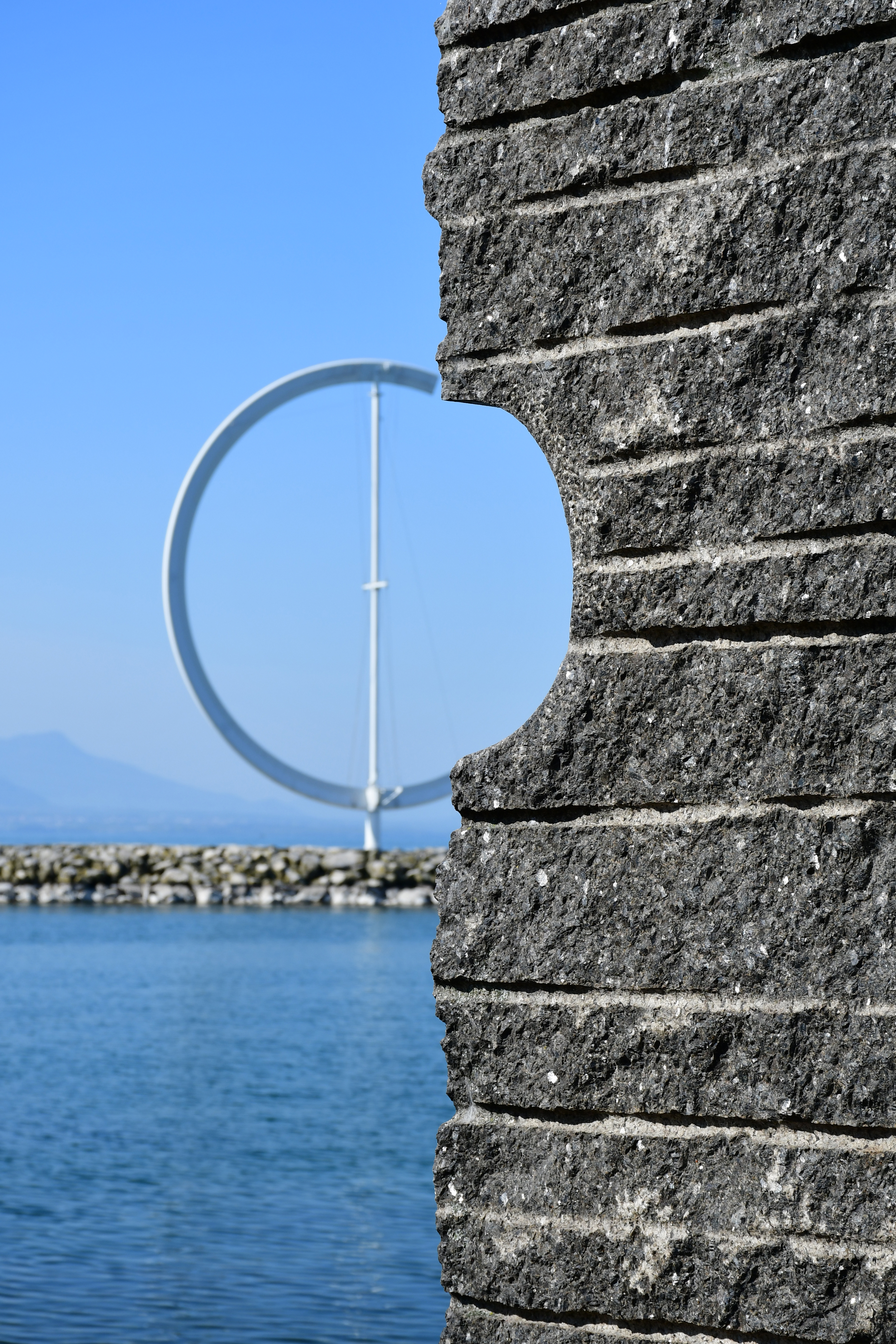
Ansicht bei einer Bise
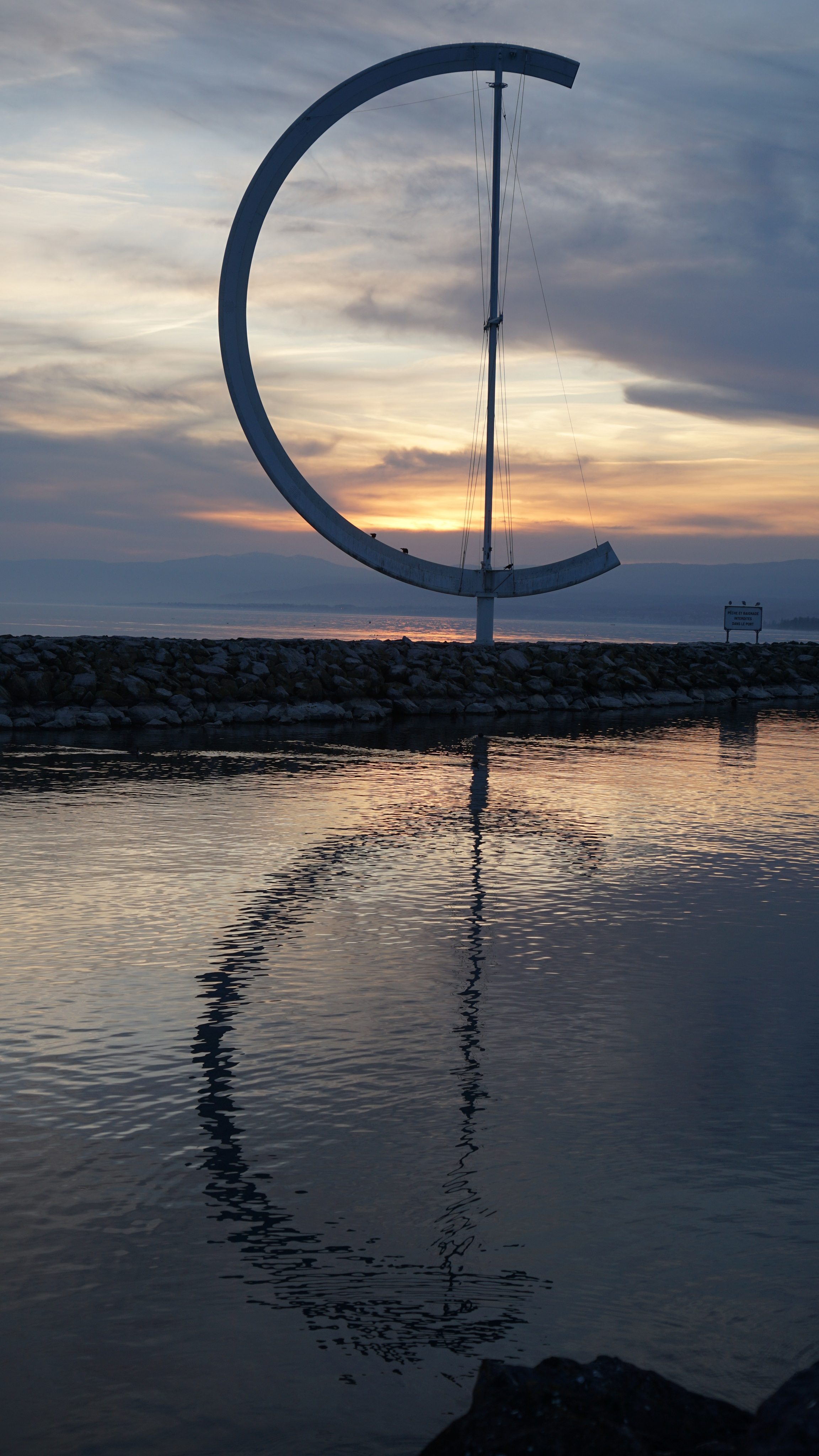
Spiegelung am Abend

## Belege
1. ↑  Marie Nicollier: Comment lire les vents grâce à l’immense girouette d’Ouchy. La sculpture monumentale s’agite au large du port depuis 1994. In: 24 heures. 28. März 2018.
2. ↑  Art en Ville. Stadt Lausanne (PDF; 15,1 MB), abgerufen am 18. März 2025.
3. ↑  Clelia Bettua. In: Sikart, abgerufen am 18. März 2025.

Koordinaten: 46° 30′ 18,8″ N, 6° 37′ 28,4″ O; CH1903: 537514 / 150759